# إي فواتيركم
إي فواتيركم هو نظام إلكتروني يقدّم خدمة عرض وتحصيل الفواتير مملوك من البنك المركزي الأردني وتُشغّله شركة مدفوعاتكم. تأسست إي فواتيركم عام 2014 حينما طرح البنك المركزي الأردني عطاءً لابتكار نظامٍ ماليٍ إلكتروني يُسهّل من عملية دفع الفواتير ويسهم بخفض حجم النقد المتداول وتم اختيار مدفوعاتكم لتنفيذ البرنامج.